# Etapa Departamental de Áncash 2025
La Etapa Departamental de Áncash 2025 corresponde a la edición número 58º del torneo organizado por la Liga Deportiva Departamental de Fútbol de Áncash (LIDEFA)  y forma parte del sistema de competición de la Copa Perú 2025.
Participarán los clubes campeones y subcampeones de las ligas provinciales del departamento de Áncash, y según el reglamento vigente, esta etapa otorgará tres cupos a la Etapa Nacional del torneo —reservados para el campeón, subcampeón y el tercer lugar. 

## Formato

### Fase Previa
Se inicia con una fase preliminar compuesta por seis enfrentamientos denominados "partidos previos". 
En esta ronda participan equipos que ocuparon el segundo o tercer lugar en sus respectivas ligas provinciales, los cuales se enfrentan en duelos a eliminación directa en ida y vuelta. Los ganadores de estos encuentros avanzarán a la fase de grupos del campeonato, donde se unirán a los equipos clasificados directamente.
Los emparejamientos de los partidos previos son los siguientes:
- Huaraz (3.º) vs Cochas
- Huari (3.º) vs Pomabamba
- Conchucos vs Casma (3.º)
- Ocros (2.º) vs Recuay (3.º)
- Sihuas (2.º) vs Piscobamba
- Huarmey (3.º) vs Colquioc

### Fase de grupos
Luego de los partidos previos, el torneo continúa con los dieciseisavos de final, también denominados como la fase de grupos. En esta etapa participan un total de 32 equipos: los clubes clasificados directamente desde sus ligas provinciales y los seis equipos ganadores de la fase previa.
Los 32 equipos son distribuidos en 8 grupos de 4 equipos cada uno, conformados mediante sorteo oficial realizado por la LIDEFA. Dentro de cada grupo se disputan emparejamientos de ida y vuelta, resultando en un total de 16 encuentros por jornada de grupos. En esta etapa, cada grupo está compuesto por dos llaves de eliminación directa: una denominada A1, conformada por dos equipos, y otra denominada A2, compuesta por los otros dos equipos del grupo. Los ganadores de cada llave avanzan a los octavos de final, donde se emparejan con los ganadores de otras llaves según el cuadro establecido por la LIDEFA. Este formato se replica en todos los grupos, desde el Grupo A hasta el Grupo H.

### Fase II
La Fase II comprende los octavos de final y los cuartos de final del torneo, ambos disputados en llaves de eliminación directa con partidos de ida y vuelta. Los cruces fueron definidos previamente según el orden de clasificación en la fase de grupos.
Los emparejamientos para los octavos de final son los siguientes:
- Llave 1: Ganador A1 vs Ganador B2
- Llave 2: Ganador C1 vs Ganador D2
- Llave 3: Ganador B1 vs Ganador A2
- Llave 4: Ganador D1 vs Ganador C2
- Llave 5: Ganador E1 vs Ganador F2
- Llave 6: Ganador G1 vs Ganador H2
- Llave 7: Ganador E2 vs Ganador F1
- Llave 8: Ganador G2 vs Ganador H1

Los equipos vencedores de estas llaves avanzarán a los cuartos de final, cuyos enfrentamientos serán:
- Semifinalista 1: Ganador de la Llave 1 vs Ganador de la Llave 2
- Semifinalista 2: Ganador de la Llave 3 vs Ganador de la Llave 4
- Semifinalista 3: Ganador de la Llave 5 vs Ganador de la Llave 6
- Semifinalista 4: Ganador de la Llave 7 vs Ganador de la Llave 8

### Fase III
La Fase III comprende las instancias finales del torneo: las semifinales, la final y el partido por el tercer lugar. Al igual que en las fases anteriores, estas etapas se disputan en duelos de ida y vuelta.
Los enfrentamientos en semifinales son los siguientes:
- Finalista 1: Ganador de la Semifinal 1 vs Ganador de la Semifinal 2
- Finalista 2: Ganador de la Semifinal 3 vs Ganador de la Semifinal 4

La final se disputará entre los ganadores de ambas llaves semifinales:
- Campeón departamental: Ganador de Finalista 1 vs Ganador de Finalista 2

Asimismo, se jugará un partido para definir el tercer lugar:
- Tercer puesto: Perdedor de Finalista 1 vs Perdedor de Finalista 2. [4]

## Equipos participantes
Los siguientes equipos representarán a sus respectivas provincias en la Etapa Departamental de Áncash 2025 
| Provincia                     | Equipo                                                               | Vía de clasificación                                             | Estadio                                                                                     |
| ----------------------------- | -------------------------------------------------------------------- | ---------------------------------------------------------------- | ------------------------------------------------------------------------------------------- |
| Aija 2 cupos                  | San Ildefonso Señor de los Milagros                                  | Campeón Provincial Subcampeón Provincial                         | Estadio El Ingenio De La Merced                                                             |
| Bolognesi 2 cupos             | Club Juventud Túpac Amaru F.C. Yacupampa                             | Campeón Provincial Subcampeón Provincial                         | Estadio Municipal de Chasquitambo Estadio Ogopampa de Huallanca                             |
| Carhuaz 3 cupos               | Deportivo Obraje Alianza Vicos Alianza Poyor                         | Campeón Provincial Subcampeón Provincial Tercer lugar Provincial | Estadio Municipal de Carhuaz                                                                |
| Casma 3 cupos                 | Olivar FC A.D. Cochabamba – Adeco Deportivo Unión Milagro            | Campeón Provincial Subcampeón Provincial Tercer lugar Provincial | Estadio Dimas Zegarra Estadio Municipal de Pariacoto Estadio Valeriano López Mendiola       |
| Distrito de Cochas 1 cupo     | Club Deportivo Alpas                                                 | Campeón Distrital                                                | Estadio Municipal de Cochas                                                                 |
| Distrito de Colquioc 1 cupo   | A.D. Colquioc Llampa                                                 | Campeón Distrital                                                | Estadio Municipal de Chasquitambo                                                           |
| Distrito de Conchucos 1 cupo  | Deportivo Conchucos                                                  | Campeón Distrital                                                | Estadio Centenario de Conchucos                                                             |
| Huarmey 3 cupos               | Unión Garlero Sport Miramar Defensor Huarmey                         | Campeón Provincial Subcampeón Provincial Tercer lugar Provincial | Estadio Modelo de Huarmey Estadio Alfredo Zamora Imán de Culebras Estadio Modelo de Huarmey |
| Huari 3 cupos                 | Real Independiente Áncash Sport Ayash Huamanin Santa Cruz de Picchiu | Campeón Provincial Subcampeón Provincial Tercer lugar Provincial | Estadio Rubén Alfaro Guardia Estadio Manuel Gonzales Prada Estadio Rubén Alfaro Guardia     |
| Huaylas 2 cupos               | River Santa – Pueblo Libre Sport Rosario Paty                        | Campeón Provincial Subcampeón Provincial                         | Estadio Gerardo Lara Guerrero                                                               |
| Huaraz 3 cupos                | Huaraz F.C. E.F. Sarita Colonia Sporting Club Huaraz                 | Campeón Provincial Subcampeón Provincial Tercer lugar Provincial | Estadio Rosas Pampa Complejo Deportivo de Huaraz                                            |
| Ocros 2 cupos                 | Representativo Chilcas Club Sport Unión Cahua                        | Campeón Provincial Subcampeón Provincial                         | Estadio Municipal Llamachupan                                                               |
| Distrito de Pomabamba 1 cupo  | Defensor Convento                                                    | Campeón Distrital                                                | Estadio Municipal de Pomabamba                                                              |
| Distrito de Piscobamba 1 cupo | Club Unión Huallhua                                                  | Campeón Distrital                                                | Estadio Manzanapampa Piscobamba                                                             |
| Recuay 3 cupos                | Independiente Parco Cultural Primavera Urb. Santa Gertrudis          | Campeón Provincial Subcampeón Provincial Tercer lugar Provincial | Estadio Municipal de Catac Estadio Municipal de Recuay Estadio Municipal de Ticapampa       |
| Santa 3 cupos                 | Juventud La Unión Real Puerto Chimbote José Gálvez FBC               | Campeón Provincial Subcampeón Provincial Tercer lugar Provincial | Polideportivo de Bruces                                                                     |
| Sihuas 2 cupos                | C.S.C. Deportivo Raymondi C.S.D. Primavera                           | Campeón Provincial Subcampeón Provincial                         | Estadio Héroes del Cenepa                                                                   |
| Yungay 2 cupos                | FC Corazón de Arhuay Juventus de Independencia                       | Campeón Provincial Subcampeón Provincial                         | Estadio Fernández de Yungay                                                                 |

Nota: El Club Ayash Huamanín ingresó a la competencia en reemplazo del Club San Pedro de Cajay, que renunció oficialmente el 16 de junio de 2025.

## Primera fase - Previas
- La hora de cada encuentro corresponde al huso horario que rige a Perú (UTC-5).

| Fase I – Previa Ida | Fase I – Previa Ida     | Fase I – Previa Ida | Fase I – Previa Ida    | Fase I – Previa Ida               | Fase I – Previa Ida | Fase I – Previa Ida | Fase I – Previa Ida |
| N.º                 | Local                   | Resultado           | Visitante              | Estadio                           | Ciudad              | Fecha               | Hora                |
| ------------------- | ----------------------- | ------------------- | ---------------------- | --------------------------------- | ------------------- | ------------------- | ------------------- |
| 1                   | Club Deportivo Alpas    | 0 - 0               | Sportig Club Huaraz    | Estadio Municipal de Cochas       | Cochas              | 8 de junio          | 15:00               |
| 2                   | Defensor Convento       | 1 - 3               | Santa Cruz de Picchiu  | Estadio Municipal de Pomabamba    | Pomabamba           | 8 de junio          | 15:00               |
| 3                   | Deportivo Unión Milagro | 2 - 1               | Deportivo Conchucos    | Estadio Valeriano López Mendiola  | Casma               | 8 de junio          | 15:00               |
| 4                   | Urb. Santa Gertrudis    | 5 - 0               | Club Sport Unión Cahua | Estadio Municipal de Ticampampa   | Recuay              | 8 de junio          | 15:00               |
| 5                   | Club Unión Huallhua     | 0 - 1               | C.S.D. Primavera       | Estadio Manzanapampa              | Piscobamba          | 8 de junio          | 15:00               |
| 6                   | A.D. Colquioc Llampa    | 0 - 4               | Defensor Huarmey       | Estadio Municipal de Chasquitambo | Colquioc            | 8 de junio          | 15:00               |

| Fase I – Previa Vuelta | Fase I – Previa Vuelta | Fase I – Previa Vuelta | Fase I – Previa Vuelta  | Fase I – Previa Vuelta           | Fase I – Previa Vuelta | Fase I – Previa Vuelta | Fase I – Previa Vuelta |
| N.º                    | Local                  | Resultado              | Visitante               | Estadio                          | Ciudad                 | Fecha                  | Hora                   |
| ---------------------- | ---------------------- | ---------------------- | ----------------------- | -------------------------------- | ---------------------- | ---------------------- | ---------------------- |
| 1                      | Sporting Club Huaraz   | 4 - 2 Glb: 4-2         | Club deportivo Alpas    | Complejo Deportivo de Huaraz     | Huaraz                 | 15 de junio            | 13:00                  |
| 4                      | Club Sport Unión Cahua | 2 - 0 Glb: 2-5         | Urb. Santa Gertrudis    | Estadio Municipal de Llamacgupay | Acas                   | 15 de junio            | 14:00                  |
| 2                      | Santa Cruz de Picchiu  | 6 - 1 Glb: 9-1         | Defensor Convento       | Estadio Ruben Alfaro Guardia     | San Marcos             | 15 de junio            | 15:00                  |
| 3                      | Deportivo Conchucos    | 4 - 0 Glb: 5-2         | Deportivo Unión Milagro | Estadio Centenario de Conchucos  | Conchucos              | 15 de junio            | 15:00                  |
| 5                      | C.S.D. Primavera       | 1 - 1 Glb: 2-1         | Club Unión Huallhua     | Estadio Héroes del Cenepa        | Sihuas                 | 15 de junio            | 15:00                  |
| 6                      | Defensor Huarmey       | 1 - 2 Glb: 5-2         | A.D. Colquioc Llampa    | Estadio Modelo de Huarmey        | Huarmey                | 15 de junio            | 15:00                  |

### Clasificados
Sportig Club Huaraz

Huaraz 3

Santa Cruz de Picchiu

Huari 3

Urb. Santa Gertrudis

Recuay 3

Defensor Huarmey

Huarmey 3

Deportivo Conchucos

Conchucos

C.S.D. Primavera

Sihuas 2

## Fases Finales

#### Cuadro de desarrollo
|  | Fase de grupos                              | Fase de grupos                              | Fase de grupos                              | Fase de grupos                              |   |                        | Octavos de final                           | Octavos de final                           | Octavos de final                           | Octavos de final                           |  |                        | Cuartos de final                       | Cuartos de final                       | Cuartos de final                       | Cuartos de final                       |  |                           | Semifinales                             | Semifinales                             | Semifinales                             | Semifinales                             |  |  | Final                                    | Final                                    | Final                                    | Final                                    |  |
|  | 21 y 22 de junio (ida) 29 de junio (vuelta) | 21 y 22 de junio (ida) 29 de junio (vuelta) | 21 y 22 de junio (ida) 29 de junio (vuelta) | 21 y 22 de junio (ida) 29 de junio (vuelta) |   |                        | 6 de julio (ida) 12 y 13 de julio (vuelta) | 6 de julio (ida) 12 y 13 de julio (vuelta) | 6 de julio (ida) 12 y 13 de julio (vuelta) | 6 de julio (ida) 12 y 13 de julio (vuelta) |  |                        | 20 de julio (ida) 27 de julio (vuelta) | 20 de julio (ida) 27 de julio (vuelta) | 20 de julio (ida) 27 de julio (vuelta) | 20 de julio (ida) 27 de julio (vuelta) |  |                           | 3 de agosto (ida) 10 de agosto (vuelta) | 3 de agosto (ida) 10 de agosto (vuelta) | 3 de agosto (ida) 10 de agosto (vuelta) | 3 de agosto (ida) 10 de agosto (vuelta) |  |  | 17 de agosto (ida) 24 de agosto (vuelta) | 17 de agosto (ida) 24 de agosto (vuelta) | 17 de agosto (ida) 24 de agosto (vuelta) | 17 de agosto (ida) 24 de agosto (vuelta) |  |
|  |                                             |                                             |                                             |                                             |   |                        |                                            |                                            |                                            |                                            |  |                        |                                        |                                        |                                        |                                        |  |                           |                                         |                                         |                                         |                                         |  |  |                                          |                                          |                                          |                                          |  |
|  |                                             |                                             |                                             |                                             |   |                        |                                            |                                            |                                            |                                            |  |                        |                                        |                                        |                                        |                                        |  |                           |                                         |                                         |                                         |                                         |  |  |                                          |                                          |                                          |                                          |  |
|  | Deportivo Obraje                            | 4                                           | 0                                           | 4                                           |   |                        |                                            |                                            |                                            |                                            |  |                        |                                        |                                        |                                        |                                        |  |                           |                                         |                                         |                                         |                                         |  |  |                                          |                                          |                                          |                                          |  |
|  | Deportivo Obraje                            | 4                                           | 0                                           | 4                                           |   |                        |                                            |                                            |                                            |                                            |  |                        |                                        |                                        |                                        |                                        |  |                           |                                         |                                         |                                         |                                         |  |  |                                          |                                          |                                          |                                          |  |
|  | Deportivo Conchucos                         | 1                                           | 4                                           | 5                                           |   |                        |                                            |                                            |                                            |                                            |  |                        |                                        |                                        |                                        |                                        |  |                           |                                         |                                         |                                         |                                         |  |  |                                          |                                          |                                          |                                          |  |
|  | Deportivo Conchucos                         | 1                                           | 4                                           | 5                                           |   | Deportivo Conchucos    | 1                                          | 1                                          | 2                                          |                                            |  |                        |                                        |                                        |                                        |                                        |  |                           |                                         |                                         |                                         |                                         |  |  |                                          |                                          |                                          |                                          |  |
|  |                                             |                                             |                                             |                                             |   | Deportivo Conchucos    | 1                                          | 1                                          | 2                                          |                                            |  |                        |                                        |                                        |                                        |                                        |  |                           |                                         |                                         |                                         |                                         |  |  |                                          |                                          |                                          |                                          |  |
|  |                                             |                                             | Unión Garlero                               | 1                                           | 2 | 3                      |                                            |                                            |                                            |                                            |  |                        |                                        |                                        |                                        |                                        |  |                           |                                         |                                         |                                         |                                         |  |  |                                          |                                          |                                          |                                          |  |
|  | Unión Garlero                               | 7                                           | Unión Garlero                               | 1                                           | 2 | 3                      | 1                                          | 8                                          |                                            |                                            |  |                        |                                        |                                        |                                        |                                        |  |                           |                                         |                                         |                                         |                                         |  |  |                                          |                                          |                                          |                                          |  |
|  | Unión Garlero                               | 7                                           |                                             |                                             |   |                        |                                            |                                            |                                            |                                            |  |                        |                                        |                                        |                                        |                                        |  |                           |                                         |                                         |                                         |                                         |  |  |                                          |                                          |                                          |                                          |  |
|  | Sarita Colonia                              | 1                                           | 3                                           | 4                                           |   |                        |                                            |                                            |                                            |                                            |  |                        |                                        |                                        |                                        |                                        |  |                           |                                         |                                         |                                         |                                         |  |  |                                          |                                          |                                          |                                          |  |
|  | Sarita Colonia                              | 1                                           | 3                                           | 4                                           |   |                        |                                            |                                            |                                            |                                            |  | Unión Garlero          | 1                                      | 2                                      | 3                                      |                                        |  |                           |                                         |                                         |                                         |                                         |  |  |                                          |                                          |                                          |                                          |  |
|  |                                             |                                             |                                             |                                             |   |                        |                                            |                                            |                                            |                                            |  | Unión Garlero          | 1                                      | 2                                      | 3                                      |                                        |  |                           |                                         |                                         |                                         |                                         |  |  |                                          |                                          |                                          |                                          |  |
|  |                                             |                                             | Real Independiente Ancash                   | 2                                           | 5 | 7                      |                                            |                                            |                                            |                                            |  |                        |                                        |                                        |                                        |                                        |  |                           |                                         |                                         |                                         |                                         |  |  |                                          |                                          |                                          |                                          |  |
|  | Huaraz F.C                                  | 1                                           | Real Independiente Ancash                   | 2                                           | 5 | 7                      | 2                                          | 3                                          |                                            |                                            |  |                        |                                        |                                        |                                        |                                        |  |                           |                                         |                                         |                                         |                                         |  |  |                                          |                                          |                                          |                                          |  |
|  | Huaraz F.C                                  | 1                                           |                                             |                                             |   |                        |                                            |                                            |                                            |                                            |  |                        |                                        |                                        |                                        |                                        |  |                           |                                         |                                         |                                         |                                         |  |  |                                          |                                          |                                          |                                          |  |
|  | Urb. Santa Gertrudis                        | 0                                           | 1                                           | 1                                           |   |                        |                                            |                                            |                                            |                                            |  |                        |                                        |                                        |                                        |                                        |  |                           |                                         |                                         |                                         |                                         |  |  |                                          |                                          |                                          |                                          |  |
|  | Urb. Santa Gertrudis                        | 0                                           | 1                                           | 1                                           |   | Huaraz F.C             | 0                                          | 2                                          | 2                                          |                                            |  |                        |                                        |                                        |                                        |                                        |  |                           |                                         |                                         |                                         |                                         |  |  |                                          |                                          |                                          |                                          |  |
|  |                                             |                                             |                                             |                                             |   | Huaraz F.C             | 0                                          | 2                                          | 2                                          |                                            |  |                        |                                        |                                        |                                        |                                        |  |                           |                                         |                                         |                                         |                                         |  |  |                                          |                                          |                                          |                                          |  |
|  |                                             |                                             | Real Independiente Ancash                   | 2                                           | 3 | 5                      |                                            |                                            |                                            |                                            |  |                        |                                        |                                        |                                        |                                        |  |                           |                                         |                                         |                                         |                                         |  |  |                                          |                                          |                                          |                                          |  |
|  | Real Independiente Ancash                   | 3                                           | Real Independiente Ancash                   | 2                                           | 3 | 5                      | 8                                          | 11                                         |                                            |                                            |  |                        |                                        |                                        |                                        |                                        |  |                           |                                         |                                         |                                         |                                         |  |  |                                          |                                          |                                          |                                          |  |
|  | Real Independiente Ancash                   | 3                                           |                                             |                                             |   |                        |                                            |                                            |                                            |                                            |  |                        |                                        |                                        |                                        |                                        |  |                           |                                         |                                         |                                         |                                         |  |  |                                          |                                          |                                          |                                          |  |
|  | Santa Cruz de Pichiu                        | 0                                           | 5                                           | 5                                           |   |                        |                                            |                                            |                                            |                                            |  |                        |                                        |                                        |                                        |                                        |  |                           |                                         |                                         |                                         |                                         |  |  |                                          |                                          |                                          |                                          |  |
|  | Santa Cruz de Pichiu                        | 0                                           | 5                                           | 5                                           |   |                        |                                            |                                            |                                            |                                            |  |                        |                                        |                                        |                                        |                                        |  | Real Independiente Ancash | 2                                       | 0                                       | 2 (1)                                   |                                         |  |  |                                          |                                          |                                          |                                          |  |
|  |                                             |                                             |                                             |                                             |   |                        |                                            |                                            |                                            |                                            |  |                        |                                        |                                        |                                        |                                        |  | Real Independiente Ancash | 2                                       | 0                                       | 2 (1)                                   |                                         |  |  |                                          |                                          |                                          |                                          |  |
|  |                                             |                                             | Real Puerto Chimbote                        | 0                                           | 2 | 2 (4)                  |                                            |                                            |                                            |                                            |  |                        |                                        |                                        |                                        |                                        |  |                           |                                         |                                         |                                         |                                         |  |  |                                          |                                          |                                          |                                          |  |
|  | FC Corazón de Arhuay                        | 3                                           | Real Puerto Chimbote                        | 0                                           | 2 | 2 (4)                  | 2                                          | 5                                          |                                            |                                            |  |                        |                                        |                                        |                                        |                                        |  |                           |                                         |                                         |                                         |                                         |  |  |                                          |                                          |                                          |                                          |  |
|  | FC Corazón de Arhuay                        | 3                                           |                                             |                                             |   |                        |                                            |                                            |                                            |                                            |  |                        |                                        |                                        |                                        |                                        |  |                           |                                         |                                         |                                         |                                         |  |  |                                          |                                          |                                          |                                          |  |
|  | Cultural Primavera                          | 1                                           | 0                                           | 1                                           |   |                        |                                            |                                            |                                            |                                            |  |                        |                                        |                                        |                                        |                                        |  |                           |                                         |                                         |                                         |                                         |  |  |                                          |                                          |                                          |                                          |  |
|  | Cultural Primavera                          | 1                                           | 0                                           | 1                                           |   | FC Corazón de Arhuay   | 0                                          | 2                                          | 2                                          |                                            |  |                        |                                        |                                        |                                        |                                        |  |                           |                                         |                                         |                                         |                                         |  |  |                                          |                                          |                                          |                                          |  |
|  |                                             |                                             |                                             |                                             |   | FC Corazón de Arhuay   | 0                                          | 2                                          | 2                                          |                                            |  |                        |                                        |                                        |                                        |                                        |  |                           |                                         |                                         |                                         |                                         |  |  |                                          |                                          |                                          |                                          |  |
|  |                                             |                                             | Alianza Vicos                               | 1                                           | 3 | 4                      |                                            |                                            |                                            |                                            |  |                        |                                        |                                        |                                        |                                        |  |                           |                                         |                                         |                                         |                                         |  |  |                                          |                                          |                                          |                                          |  |
|  | Alianza Vicos                               | 4                                           | Alianza Vicos                               | 1                                           | 3 | 4                      | 1                                          | 5                                          |                                            |                                            |  |                        |                                        |                                        |                                        |                                        |  |                           |                                         |                                         |                                         |                                         |  |  |                                          |                                          |                                          |                                          |  |
|  | Alianza Vicos                               | 4                                           |                                             |                                             |   |                        |                                            |                                            |                                            |                                            |  |                        |                                        |                                        |                                        |                                        |  |                           |                                         |                                         |                                         |                                         |  |  |                                          |                                          |                                          |                                          |  |
|  | FC Yacupampa                                | 1                                           | 2                                           | 3                                           |   |                        |                                            |                                            |                                            |                                            |  |                        |                                        |                                        |                                        |                                        |  |                           |                                         |                                         |                                         |                                         |  |  |                                          |                                          |                                          |                                          |  |
|  | FC Yacupampa                                | 1                                           | 2                                           | 3                                           |   |                        |                                            |                                            |                                            |                                            |  | Alianza Vicos          | 1                                      | 2                                      | 3                                      |                                        |  |                           |                                         |                                         |                                         |                                         |  |  |                                          |                                          |                                          |                                          |  |
|  |                                             |                                             |                                             |                                             |   |                        |                                            |                                            |                                            |                                            |  | Alianza Vicos          | 1                                      | 2                                      | 3                                      |                                        |  |                           |                                         |                                         |                                         |                                         |  |  |                                          |                                          |                                          |                                          |  |
|  |                                             |                                             | Real Puerto Chimbote                        | 4                                           | 5 | 9                      |                                            |                                            |                                            |                                            |  |                        |                                        |                                        |                                        |                                        |  |                           |                                         |                                         |                                         |                                         |  |  |                                          |                                          |                                          |                                          |  |
|  | Representativo Chilcas                      | 1                                           | Real Puerto Chimbote                        | 4                                           | 5 | 9                      | 0                                          | 1 (4)                                      |                                            |                                            |  |                        |                                        |                                        |                                        |                                        |  |                           |                                         |                                         |                                         |                                         |  |  |                                          |                                          |                                          |                                          |  |
|  | Representativo Chilcas                      | 1                                           |                                             |                                             |   |                        |                                            |                                            |                                            |                                            |  |                        |                                        |                                        |                                        |                                        |  |                           |                                         |                                         |                                         |                                         |  |  |                                          |                                          |                                          |                                          |  |
|  | Juventus de Independencia                   | 0                                           | 1                                           | 1 (2)                                       |   |                        |                                            |                                            |                                            |                                            |  |                        |                                        |                                        |                                        |                                        |  |                           |                                         |                                         |                                         |                                         |  |  |                                          |                                          |                                          |                                          |  |
|  | Juventus de Independencia                   | 0                                           | 1                                           | 1 (2)                                       |   | Representativo Chilcas | 2                                          | 0                                          | 2                                          |                                            |  |                        |                                        |                                        |                                        |                                        |  |                           |                                         |                                         |                                         |                                         |  |  |                                          |                                          |                                          |                                          |  |
|  |                                             |                                             |                                             |                                             |   | Representativo Chilcas | 2                                          | 0                                          | 2                                          |                                            |  |                        |                                        |                                        |                                        |                                        |  |                           |                                         |                                         |                                         |                                         |  |  |                                          |                                          |                                          |                                          |  |
|  |                                             |                                             | Real Puerto Chimbote                        | 2                                           | 6 | 8                      |                                            |                                            |                                            |                                            |  |                        |                                        |                                        |                                        |                                        |  |                           |                                         |                                         |                                         |                                         |  |  |                                          |                                          |                                          |                                          |  |
|  | Real Puerto Chimbote                        | 7                                           | Real Puerto Chimbote                        | 2                                           | 6 | 8                      | 8                                          | 15                                         |                                            |                                            |  |                        |                                        |                                        |                                        |                                        |  |                           |                                         |                                         |                                         |                                         |  |  |                                          |                                          |                                          |                                          |  |
|  | Real Puerto Chimbote                        | 7                                           |                                             |                                             |   |                        |                                            |                                            |                                            |                                            |  |                        |                                        |                                        |                                        |                                        |  |                           |                                         |                                         |                                         |                                         |  |  |                                          |                                          |                                          |                                          |  |
|  | Defensor Huarmey                            | 1                                           | 0                                           | 1                                           |   |                        |                                            |                                            |                                            |                                            |  |                        |                                        |                                        |                                        |                                        |  |                           |                                         |                                         |                                         |                                         |  |  |                                          |                                          |                                          |                                          |  |
|  | Defensor Huarmey                            | 1                                           | 0                                           | 1                                           |   |                        |                                            |                                            |                                            |                                            |  |                        |                                        |                                        |                                        |                                        |  |                           |                                         | Real Puerto Chimbote                    |                                         |                                         |  |  |                                          |                                          |                                          |                                          |  |
|  |                                             |                                             |                                             |                                             |   |                        |                                            |                                            |                                            |                                            |  |                        |                                        |                                        |                                        |                                        |  |                           |                                         |                                         |                                         |                                         |  |  |                                          |                                          |                                          |                                          |  |
|  |                                             |                                             | Sport Ayash Huamanin                        |                                             |   |                        |                                            |                                            |                                            |                                            |  |                        |                                        |                                        |                                        |                                        |  |                           |                                         |                                         |                                         |                                         |  |  |                                          |                                          |                                          |                                          |  |
|  | Tupac Amaru                                 | 4                                           | 2                                           | 6                                           |   |                        |                                            |                                            |                                            |                                            |  |                        |                                        |                                        |                                        |                                        |  |                           |                                         |                                         |                                         |                                         |  |  |                                          |                                          |                                          |                                          |  |
|  | Tupac Amaru                                 | 4                                           | 2                                           | 6                                           |   |                        |                                            |                                            |                                            |                                            |  |                        |                                        |                                        |                                        |                                        |  |                           |                                         |                                         |                                         |                                         |  |  |                                          |                                          |                                          |                                          |  |
|  | Señor de los Milagros                       | 4                                           | 8                                           | 12                                          |   |                        |                                            |                                            |                                            |                                            |  |                        |                                        |                                        |                                        |                                        |  |                           |                                         |                                         |                                         |                                         |  |  |                                          |                                          |                                          |                                          |  |
|  | Señor de los Milagros                       | 4                                           | 8                                           | 12                                          |   | Señor de los Milagros  | 0                                          | 0                                          | 0                                          |                                            |  |                        |                                        |                                        |                                        |                                        |  |                           |                                         |                                         |                                         |                                         |  |  |                                          |                                          |                                          |                                          |  |
|  |                                             |                                             |                                             |                                             |   | Señor de los Milagros  | 0                                          | 0                                          | 0                                          |                                            |  |                        |                                        |                                        |                                        |                                        |  |                           |                                         |                                         |                                         |                                         |  |  |                                          |                                          |                                          |                                          |  |
|  |                                             |                                             | Olivar FC                                   | 2                                           | 3 | 5                      |                                            |                                            |                                            |                                            |  |                        |                                        |                                        |                                        |                                        |  |                           |                                         |                                         |                                         |                                         |  |  |                                          |                                          |                                          |                                          |  |
|  | River Santa                                 | 0                                           | Olivar FC                                   | 2                                           | 3 | 5                      | 1                                          | 1                                          |                                            |                                            |  |                        |                                        |                                        |                                        |                                        |  |                           |                                         |                                         |                                         |                                         |  |  |                                          |                                          |                                          |                                          |  |
|  | River Santa                                 | 0                                           |                                             |                                             |   |                        |                                            |                                            |                                            |                                            |  |                        |                                        |                                        |                                        |                                        |  |                           |                                         |                                         |                                         |                                         |  |  |                                          |                                          |                                          |                                          |  |
|  | Olivar FC                                   | 1                                           | 2                                           | 3                                           |   |                        |                                            |                                            |                                            |                                            |  |                        |                                        |                                        |                                        |                                        |  |                           |                                         |                                         |                                         |                                         |  |  |                                          |                                          |                                          |                                          |  |
|  | Olivar FC                                   | 1                                           | 2                                           | 3                                           |   |                        |                                            |                                            |                                            |                                            |  | Olivar FC              | 3                                      | 1                                      | 4                                      |                                        |  |                           |                                         |                                         |                                         |                                         |  |  |                                          |                                          |                                          |                                          |  |
|  |                                             |                                             |                                             |                                             |   |                        |                                            |                                            |                                            |                                            |  | Olivar FC              | 3                                      | 1                                      | 4                                      |                                        |  |                           |                                         |                                         |                                         |                                         |  |  |                                          |                                          |                                          |                                          |  |
|  |                                             |                                             | Sport Ayash Huamanin                        | 5                                           | 5 | 10                     |                                            |                                            |                                            |                                            |  |                        |                                        |                                        |                                        |                                        |  |                           |                                         |                                         |                                         |                                         |  |  |                                          |                                          |                                          |                                          |  |
|  | Independiente Parco                         | 0                                           | Sport Ayash Huamanin                        | 5                                           | 5 | 10                     | 0                                          | 0                                          |                                            |                                            |  |                        |                                        |                                        |                                        |                                        |  |                           |                                         |                                         |                                         |                                         |  |  |                                          |                                          |                                          |                                          |  |
|  | Independiente Parco                         | 0                                           |                                             |                                             |   |                        |                                            |                                            |                                            |                                            |  |                        |                                        |                                        |                                        |                                        |  |                           |                                         |                                         |                                         |                                         |  |  |                                          |                                          |                                          |                                          |  |
|  | Alianza Poyor                               | 6                                           | 3                                           | 9                                           |   |                        |                                            |                                            |                                            |                                            |  |                        |                                        |                                        |                                        |                                        |  |                           |                                         |                                         |                                         |                                         |  |  |                                          |                                          |                                          |                                          |  |
|  | Alianza Poyor                               | 6                                           | 3                                           | 9                                           |   | Alianza Poyor          | 1                                          | 1                                          | 2                                          |                                            |  |                        |                                        |                                        |                                        |                                        |  |                           |                                         |                                         |                                         |                                         |  |  |                                          |                                          |                                          |                                          |  |
|  |                                             |                                             |                                             |                                             |   | Alianza Poyor          | 1                                          | 1                                          | 2                                          |                                            |  |                        |                                        |                                        |                                        |                                        |  |                           |                                         |                                         |                                         |                                         |  |  |                                          |                                          |                                          |                                          |  |
|  |                                             |                                             | Sport Ayash Huamanin                        | 0                                           | 6 | 6                      |                                            |                                            |                                            |                                            |  |                        |                                        |                                        |                                        |                                        |  |                           |                                         |                                         |                                         |                                         |  |  |                                          |                                          |                                          |                                          |  |
|  | Sport Ayash Huamanin                        | 6                                           | Sport Ayash Huamanin                        | 0                                           | 6 | 6                      | 0                                          | 6                                          |                                            |                                            |  |                        |                                        |                                        |                                        |                                        |  |                           |                                         |                                         |                                         |                                         |  |  |                                          |                                          |                                          |                                          |  |
|  | Sport Ayash Huamanin                        | 6                                           |                                             |                                             |   |                        |                                            |                                            |                                            |                                            |  |                        |                                        |                                        |                                        |                                        |  |                           |                                         |                                         |                                         |                                         |  |  |                                          |                                          |                                          |                                          |  |
|  | CSD Primavera                               | 3                                           | 2                                           | 5                                           |   |                        |                                            |                                            |                                            |                                            |  |                        |                                        |                                        |                                        |                                        |  |                           |                                         |                                         |                                         |                                         |  |  |                                          |                                          |                                          |                                          |  |
|  | CSD Primavera                               | 3                                           | 2                                           | 5                                           |   |                        |                                            |                                            |                                            |                                            |  |                        |                                        |                                        |                                        |                                        |  | Sport Ayash Huamanin      | 2                                       | 3                                       | 5                                       |                                         |  |  |                                          |                                          |                                          |                                          |  |
|  |                                             |                                             |                                             |                                             |   |                        |                                            |                                            |                                            |                                            |  |                        |                                        |                                        |                                        |                                        |  | Sport Ayash Huamanin      | 2                                       | 3                                       | 5                                       |                                         |  |  |                                          |                                          |                                          |                                          |  |
|  |                                             |                                             | CSC Deportivo Raymondi                      | 2                                           | 0 | 2                      |                                            |                                            |                                            |                                            |  |                        |                                        |                                        |                                        |                                        |  |                           |                                         |                                         |                                         |                                         |  |  |                                          |                                          |                                          |                                          |  |
|  | CSC Deportivo Raymondi                      | 2                                           | CSC Deportivo Raymondi                      | 2                                           | 0 | 2                      | 6                                          | 8                                          |                                            |                                            |  |                        |                                        |                                        |                                        |                                        |  |                           |                                         |                                         |                                         |                                         |  |  |                                          |                                          |                                          |                                          |  |
|  | CSC Deportivo Raymondi                      | 2                                           |                                             |                                             |   |                        |                                            |                                            |                                            |                                            |  |                        |                                        |                                        |                                        |                                        |  |                           |                                         |                                         |                                         |                                         |  |  |                                          |                                          |                                          |                                          |  |
|  | Sporting Club Huaraz                        | 0                                           | 1                                           | 1                                           |   |                        |                                            |                                            |                                            |                                            |  |                        |                                        |                                        |                                        |                                        |  |                           |                                         |                                         |                                         |                                         |  |  |                                          |                                          |                                          |                                          |  |
|  | Sporting Club Huaraz                        | 0                                           | 1                                           | 1                                           |   | CSC Deportivo Raymondi | 2                                          | 1                                          | 3                                          |                                            |  |                        |                                        |                                        |                                        |                                        |  |                           |                                         |                                         |                                         |                                         |  |  |                                          |                                          |                                          |                                          |  |
|  |                                             |                                             |                                             |                                             |   | CSC Deportivo Raymondi | 2                                          | 1                                          | 3                                          |                                            |  |                        |                                        |                                        |                                        |                                        |  |                           |                                         |                                         |                                         |                                         |  |  |                                          |                                          |                                          |                                          |  |
|  |                                             |                                             | AD Cochabamba                               | 0                                           | 0 | 0                      |                                            |                                            |                                            |                                            |  |                        |                                        |                                        |                                        |                                        |  |                           |                                         |                                         |                                         |                                         |  |  |                                          |                                          |                                          |                                          |  |
|  | San Ildefenso                               | 2                                           | AD Cochabamba                               | 0                                           | 0 | 0                      | 0                                          | 2                                          |                                            |                                            |  |                        |                                        |                                        |                                        |                                        |  |                           |                                         |                                         |                                         |                                         |  |  |                                          |                                          |                                          |                                          |  |
|  | San Ildefenso                               | 2                                           |                                             |                                             |   |                        |                                            |                                            |                                            |                                            |  |                        |                                        |                                        |                                        |                                        |  |                           |                                         |                                         |                                         |                                         |  |  |                                          |                                          |                                          |                                          |  |
|  | AD Cochabamba                               | 1                                           | 6                                           | 7                                           |   |                        |                                            |                                            |                                            |                                            |  |                        |                                        |                                        |                                        |                                        |  |                           |                                         |                                         |                                         |                                         |  |  |                                          |                                          |                                          |                                          |  |
|  | AD Cochabamba                               | 1                                           | 6                                           | 7                                           |   |                        |                                            |                                            |                                            |                                            |  | CSC Deportivo Raymondi | 3                                      | 0                                      | 3                                      |                                        |  |                           |                                         |                                         |                                         |                                         |  |  |                                          |                                          |                                          |                                          |  |
|  |                                             |                                             |                                             |                                             |   |                        |                                            |                                            |                                            |                                            |  | CSC Deportivo Raymondi | 3                                      | 0                                      | 3                                      |                                        |  |                           |                                         |                                         |                                         |                                         |  |  |                                          |                                          |                                          |                                          |  |
|  |                                             |                                             | José Gálvez FBC                             | 1                                           | 1 | 2                      |                                            |                                            |                                            |                                            |  |                        |                                        |                                        |                                        |                                        |  |                           |                                         |                                         |                                         |                                         |  |  |                                          |                                          |                                          |                                          |  |
|  | Sport Rosario de Paty                       | 0                                           | José Gálvez FBC                             | 1                                           | 1 | 2                      | 0                                          | 0                                          |                                            |                                            |  |                        |                                        |                                        |                                        |                                        |  |                           |                                         |                                         |                                         |                                         |  |  |                                          |                                          |                                          |                                          |  |
|  | Sport Rosario de Paty                       | 0                                           |                                             |                                             |   |                        |                                            |                                            |                                            |                                            |  |                        |                                        |                                        |                                        |                                        |  |                           |                                         |                                         |                                         |                                         |  |  |                                          |                                          |                                          |                                          |  |
|  | José Gálvez FBC                             | 2                                           | 7                                           | 9                                           |   |                        |                                            |                                            |                                            |                                            |  |                        |                                        |                                        |                                        |                                        |  |                           |                                         |                                         |                                         |                                         |  |  |                                          |                                          |                                          |                                          |  |
|  | José Gálvez FBC                             | 2                                           | 7                                           | 9                                           |   | José Gálvez FBC        | 2                                          | 0                                          | 2                                          |                                            |  |                        |                                        |                                        |                                        |                                        |  |                           |                                         |                                         |                                         |                                         |  |  |                                          |                                          |                                          |                                          |  |
|  |                                             |                                             |                                             |                                             |   | José Gálvez FBC        | 2                                          | 0                                          | 2                                          |                                            |  |                        |                                        |                                        |                                        |                                        |  |                           |                                         |                                         |                                         |                                         |  |  |                                          |                                          |                                          |                                          |  |
|  |                                             |                                             | Juventud La Unión                           | 0                                           | 1 | 1                      |                                            |                                            |                                            |                                            |  |                        |                                        |                                        |                                        |                                        |  |                           |                                         |                                         |                                         |                                         |  |  |                                          |                                          |                                          |                                          |  |
|  | Juventud La Unión                           | 1                                           | Juventud La Unión                           | 0                                           | 1 | 1                      | 3                                          | 4                                          |                                            |                                            |  |                        |                                        |                                        |                                        |                                        |  |                           |                                         |                                         |                                         |                                         |  |  |                                          |                                          |                                          |                                          |  |
|  | Juventud La Unión                           | 1                                           |                                             |                                             |   |                        |                                            |                                            |                                            |                                            |  |                        |                                        |                                        |                                        |                                        |  |                           |                                         |                                         |                                         |                                         |  |  |                                          |                                          |                                          |                                          |  |
|  | Sport Miramar                               | 0                                           | 0                                           | 0                                           |   |                        |                                            |                                            |                                            |                                            |  |                        |                                        |                                        |                                        |                                        |  |                           |                                         |                                         |                                         |                                         |  |  |                                          |                                          |                                          |                                          |  |
|  | Sport Miramar                               | 0                                           | 0                                           | 0                                           |   |                        |                                            |                                            |                                            |                                            |  |                        |                                        |                                        |                                        |                                        |  |                           |                                         |                                         |                                         |                                         |  |  |                                          |                                          |                                          |                                          |  |
|  |                                             |                                             |                                             |                                             |   |                        |                                            |                                            |                                            |                                            |  |                        |                                        |                                        |                                        |                                        |  |                           |                                         |                                         |                                         |                                         |  |  |                                          |                                          |                                          |                                          |  |

### Fase de grupos
Los emparejamientos fueron definidos mediante sorteo realizado el 18 de enero de 2025, en el marco de la 38.ª Asamblea Anual de Bases de la Copa Perú 2025. 
- La hora de cada encuentro corresponde al huso horario que rige a Perú (UTC-5).

| Fase de grupos – Ida | Fase de grupos – Ida      | Fase de grupos – Ida | Fase de grupos – Ida       | Fase de grupos – Ida                     | Fase de grupos – Ida | Fase de grupos – Ida | Fase de grupos – Ida |
| FG                   | Local                     | Resultado            | Visitante                  | Estadio                                  | Ciudad               | Fecha                | Hora                 |
| -------------------- | ------------------------- | -------------------- | -------------------------- | ---------------------------------------- | -------------------- | -------------------- | -------------------- |
| C2                   | Defensor Huarmey          | 1 - 7                | Real Puerto Chimbote       | Estadio Modelo de Huarmey                | Huarmey              | 21 de junio          | 15:30                |
| F1                   | San Ildefonso             | 2 - 1                | A.D. Cochabamba – ADECO    | Estadio El Ingenio de la Merced          | Aija                 | 22 de junio          | 12:00                |
| A2                   | Alianza Vicos             | 4 - 1                | FC Yacupampa               | Estadio Municipal de Carhuaz             | Carhuaz              | 22 de junio          | 14:00                |
| B1                   | FC Corazón de Arhuay      | 3 - 1                | Cultural Primavera         | Estadio Fernández de Yungay              | Yungay               | 22 de junio          | 15:00                |
| C1                   | Huaraz F.C.               | 1 - 0                | Urb. Santa Gertrudis       | Estadio Rosas Pampa                      | Huaraz               | 22 de junio          | 15:00                |
| D1                   | Representativo Chilcas    | 1 - 0                | Juventud de Independencia  | Estadio Municipal Llamachupán            | Ocros                | 22 de junio          | 15:00                |
| D2                   | Real Independiente Áncash | 3 - 0                | Santa Cruz de Picchiu      | Estadio Rubén Alfaro Guardia             | Huari                | 22 de junio          | 15:00                |
| E1                   | Club Juventud Tupac Amaru | 4 - 4                | Señor de los Milagros      | Estadio Municipal de Chasquitambo        | Bolognesi            | 22 de junio          | 15:00                |
| E2                   | C.S.C. Deportivo Raymondi | 2 - 0                | Sporting Club Huaraz       | Estadio Héroes del Cenepa                | Sihuas               | 22 de junio          | 15:00                |
| G1                   | Independiente Parco       | 0 - 6                | Alianza Poyor              | Estadio Municipal de Catac               | Recuay               | 22 de junio          | 15:00                |
| G2                   | Sport Rosario de Paty     | 0 - 2                | José Gálvez FBC            | Estadio Gerardo Lara Guerrero            | Caraz                | 22 de junio          | 15:00                |
| H2                   | Sport Ayash Huamanín      | 6 - 3                | C.S.D. Primavera           | Estadio Manuel Gonzales Prada            | Huari                | 22 de junio          | 15:00                |
| B2                   | Unión Garlero             | 7 - 1                | E.F. Sarita Colonia        | Estadio Modelo de Huarmey                | Huarmey              | 22 de junio          | 15:30                |
| H1                   | Juventud La Unión         | 1 - 0                | Sport Miramar              | Polideportivo de Bruce                   | Santa                | 22 de junio          | 15:30                |
| A1                   | Deportivo Obraje          | 4 - 1                | Deportivo Conchucos        | Estadio Municipal de Carhuaz             | Carhuaz              | 22 de junio          | 16:00                |
| F2                   | Olivar FC                 | 1 - 0                | River Santa – Pueblo Libre | Estadio Dimas Zegarra – Buena Vista Alta | Casma                | 22 de junio          | 16:00                |

| Fase de grupos – Vuelta | Fase de grupos – Vuelta    | Fase de grupos – Vuelta | Fase de grupos – Vuelta   | Fase de grupos – Vuelta         | Fase de grupos – Vuelta | Fase de grupos – Vuelta | Fase de grupos – Vuelta |
| FG                      | Local                      | Resultado               | Visitante                 | Estadio                         | Ciudad                  | Fecha                   | Hora                    |
| ----------------------- | -------------------------- | ----------------------- | ------------------------- | ------------------------------- | ----------------------- | ----------------------- | ----------------------- |
| E1                      | Señor de los Milagros      | 8 - 2 Glb: 12 - 6       | Club Juventud Tupac Amaru | Estadio El Ingenio de la Merced | Aija                    | 29 de junio             | 12:00                   |
| C2                      | Real Puerto Chimbote       | 8 - 0 Glb: 15 - 1       | Defensor Huarmey          | Estadio Polideportivo de Bruces | Nuevo Chimbote          | 29 de junio             | 13:00                   |
| E2                      | Sporting Club Huaraz       | 1 - 6 Glb: 1 - 8        | C.S.C. Deportivo Raymondi | Complejo Deportivo Huaraz       | Huaraz                  | 29 de junio             | 13:00                   |
| A1                      | Deportivo Conchucos        | 4 - 0 Glb: 5 - 4        | Deportivo Obraje          | Estadio Centenario de Conchucos | Conchucos               | 29 de junio             | 15:00                   |
| A2                      | FC Yacupampa               | 2 - 1 Glb: 3 - 5        | Alianza Vicos             | Estadio Ogopampa de Huallanca   | Huallanca               | 29 de junio             | 15:00                   |
| B1                      | Cultural Primavera         | 0 - 2 Glb: 1 - 5        | FC Corazón de Arhuay      | Estadio Municipal de Recuay     | Recuay                  | 29 de junio             | 15:00                   |
| B2                      | E.F. Sarita Colonia        | 3 - 1 Glb: 4 - 8        | Unión Garlero             | Complejo Deportivo de Huaraz    | Huaraz                  | 29 de junio             | 15:00                   |
| C1                      | Urb. Santa Gertrudis       | 1 - 2 Glb: 1 - 3        | Huaraz F.C.               | Estadio Municipal de Ticapampa  | Ticapampa               | 29 de junio             | 15:00                   |
| D1                      | Juventus de Independencia  | 1 - 0 Glb: 1(2)-1(4)    | Representativo Chilcas    | Estadio Fernández               | Yungay                  | 29 de junio             | 15:00                   |
| D2                      | Santa Cruz de Picchiu      | 5 - 8 Glb: 5 - 11       | Real Independiente Áncash | Estadio Rubén Alfaro Guardia    | San Marcos              | 29 de junio             | 15:00                   |
| G2                      | José Gálvez FBC            | 7 - 0 Glb: 9 - 0        | Sport Rosario de Paty     | Polideportivo de Bruces         | Nuevo Chimbote          | 29 de junio             | 15:00                   |
| H2                      | C.S.D. Primavera           | 2 - 0 Glb: 5 - 6        | Sport Ayash Huamanín      | Estadio Héroes del Cenepa       | Sihuas                  | 29 de junio             | 15:00                   |
| F2                      | River Santa – Pueblo Libre | 1 - 2 Glb: 1 - 3        | Olivar FC                 | Estadio Gerardo Lara Guerrero   | Caraz                   | 29 de junio             | 15:00                   |
| F1                      | A.D. Cochabamba – ADECO    | 6 - 0 Glb: 7 - 2        | San Ildefonso             | Estadio Municipal de Pariacoto  | Pariacoto               | 29 de junio             | 15:30                   |
| G1                      | Alianza Poyor              | 3 - 0 Glb: 9 - 0        | Independiente Parco       | Estadio Municipal de Carhuaz    | Carhuaz                 | 29 de junio             | 15:30                   |
| H1                      | Sport Miramar              | 0 - 3 Glb: 0 - 4        | Juventud La Unión         | Estadio Alfredo Zamora Imán     | Culebras                | 29 de junio             | 15:30                   |

### Octavos de final
- La hora de cada encuentro corresponde al huso horario que rige a Perú (UTC-5).

| Octavos de final – Ida | Octavos de final – Ida    | Octavos de final – Ida | Octavos de final – Ida    | Octavos de final – Ida            | Octavos de final – Ida | Octavos de final – Ida | Octavos de final – Ida |
| Llave                  | Local                     | Resultado              | Visitante                 | Estadio                           | Ciudad                 | Fecha                  | Hora                   |
| ---------------------- | ------------------------- | ---------------------- | ------------------------- | --------------------------------- | ---------------------- | ---------------------- | ---------------------- |
| 5                      | Señor de los Milagros     | 0 - 2                  | Olivar F.C.               | Estadio El Ingenio de La Merced   | La Merced              | 6 de julio             | 12:00                  |
| 1                      | Unión Garlero             | 1 - 1                  | Deportivo Conchucos       | Estadio Modelo de Huarmey         | Huarmey                | 6 de julio             | 15:00                  |
| 2                      | Huaraz F.C.               | 0 - 2                  | Real Independiente Áncash | Estadio Rosas Pampa               | Huaraz                 | 6 de julio             | 15:00                  |
| 3                      | F.C. Corazón de Arhuay    | 0 - 1                  | Alianza Vicos             | Estadio Fernández de Yungay       | Yungay                 | 6 de julio             | 15:00                  |
| 4                      | Representativo Chilcas    | 2 - 2                  | Real Puerto Chimbote      | Estadio Municipal de Llamachupan  | Acas                   | 6 de julio             | 15:00                  |
| 7                      | C.S.C. Deportivo Raymondi | 2 - 0                  | A.D. Cochabamba - ADECO   | Estadio Héroes del Cenepa         | Sihuas                 | 6 de julio             | 15:00                  |
| 8                      | José Gálvez FBC           | 2 - 0                  | Juventud La Unión         | Estadio Polideportivo César Cueto | Nuevo Chimbote         | 6 de julio             | 15:00                  |
| 6                      | Alianza Poyor             | 1 - 0                  | Ayash Huamanin            | Estadio Municipal de Carhuaz      | Carhuaz                | 6 de julio             | 15:30                  |

| Octavos de final – Vuelta | Octavos de final – Vuelta | Octavos de final – Vuelta | Octavos de final – Vuelta | Octavos de final – Vuelta        | Octavos de final – Vuelta | Octavos de final – Vuelta | Octavos de final – Vuelta |
| Llave                     | Local                     | Resultado                 | Visitante                 | Estadio                          | Ciudad                    | Fecha                     | Hora                      |
| ------------------------- | ------------------------- | ------------------------- | ------------------------- | -------------------------------- | ------------------------- | ------------------------- | ------------------------- |
| 4                         | Real Puerto Chimbote      | 6 - 0 Glb: 8 - 2          | Representativo Chilcas    | Polideportivo Bruces             | Nuevo Chimbote            | 12 de julio               | 15:00                     |
| 6                         | Sport Ayash Huamanin      | 6 - 1 Glb: 6 - 2          | Alianza Poyor             | Estadio Ruben Alfaro Guardia     | San Marcos                | 12 de julio               | 15:30                     |
| 5                         | Olivar F.C.               | 3 - 0 Glb: 5 - 0          | Señor de los Milagros     | Estadio Valeriano Lopez Mendiola | Casma                     | 12 de julio               | 15:30                     |
| 1                         | Deportivo Conchucos       | 1 - 2 Glb: 2 - 3          | Unión Garlero             | Estadio Municipal de Conchucos   | Conchucos                 | 13 de julio               | 15:00                     |
| 3                         | Alianza Vicos             | 3 - 2 Glb: 4 - 2          | F.C. Corazón de Arhuay    | Estadio Municipal de Carhuaz     | Carhuaz                   | 13 de julio               | 15:00                     |
| 2                         | Real Independiente Áncash | 3 - 2 Glb: 5 - 2          | Huaraz F.C.               | Estadio Rubén Alfaro Guardia     | San Marcos                | 13 de julio               | 15:30                     |
| 7                         | A.D. Cochabamba - ADECO   | 0 - 1 Glb: 0 - 2          | C.S.C. Deportivo Raymondi | Estadio Municipal de Pariacoto   | Pariacoto                 | 13 de julio               | 15:30                     |
| 8                         | Juventud La Unión         | 1 - 0 Glb: 1 - 2          | José Gálvez FBC           | Estadio San Bartolo              | Santa                     | 13 de julio               | 15:30                     |

### Cuartos de final
- La hora de cada encuentro corresponde al huso horario que rige a Perú (UTC-5).

| Cuartos de final – Ida | Cuartos de final – Ida    | Cuartos de final – Ida | Cuartos de final – Ida    | Cuartos de final – Ida           | Cuartos de final – Ida | Cuartos de final – Ida | Cuartos de final – Ida |
| Llave                  | Local                     | Resultado              | Visitante                 | Estadio                          | Ciudad                 | Fecha                  | Hora                   |
| ---------------------- | ------------------------- | ---------------------- | ------------------------- | -------------------------------- | ---------------------- | ---------------------- | ---------------------- |
| S2                     | Alianza Vicos             | 1 - 4                  | Real Puerto Chimbote      | Estadio Municipal de Carhuaz     | Carhuaz                | 20 de julio            | 15:00                  |
| S4                     | C.S.C. Deportivo Raymondi | 3 - 1                  | José Gálvez FBC           | Estadio Héroes del Cenepa        | Sihuas                 | 20 de julio            | 15:00                  |
| S1                     | Unión Garlero             | 1 - 2                  | Real Independiente Áncash | Estadio Modelo de Huarmey        | Huarmey                | 20 de julio            | 15:30                  |
| S3                     | Olivar F.C.               | 3 - 5                  | Sport Ayash Huamannin     | Estadio Valeriano López Mendiola | Casma                  | 20 de julio            | 15:45                  |

| Cuartos de final – Vuelta | Cuartos de final – Vuelta | Cuartos de final – Vuelta | Cuartos de final – Vuelta | Cuartos de final – Vuelta     | Cuartos de final – Vuelta | Cuartos de final – Vuelta | Cuartos de final – Vuelta |
| Llave                     | Local                     | Resultado                 | Visitante                 | Estadio                       | Ciudad                    | Fecha                     | Hora                      |
| ------------------------- | ------------------------- | ------------------------- | ------------------------- | ----------------------------- | ------------------------- | ------------------------- | ------------------------- |
| S4                        | José Gálvez FBC           | 1 - 0 Glb: 2 - 3          | C.S.C. Deportivo Raymondi | Polideportivo Bruces          | Nuevo Chimbote            | 26 de julio               | 15:30                     |
| S1                        | Real Independiente Áncash | 5 - 2 Glb: 7 - 3          | Unión Garlero             | Estadio Rosas Pampa de Huaraz | Huaraz                    | 27 de julio               | 15:30                     |
| S2                        | Real Puerto Chimbote      | 5 - 2 Glb: 9 - 3          | Alianza Vicos             | Polideportivo Bruces          | Nuevo Chimbote            | 27 de julio               | 15:30                     |
| S3                        | Sport Ayash Huamannin     | 5 - 1 Glb: 10 - 4         | Olivar F.C.               | Estadio Rubén Alfaro Guardia  | San Marcos                | 27 de julio               | 15:30                     |

### Semifinal
- La hora de cada encuentro corresponde al huso horario que rige a Perú (UTC-5).

| Semifinal – Ida | Semifinal – Ida           | Semifinal – Ida | Semifinal – Ida       | Semifinal – Ida           | Semifinal – Ida | Semifinal – Ida | Semifinal – Ida |
| Llave           | Local                     | Resultado       | Visitante             | Estadio                   | Ciudad          | Fecha           | Hora            |
| --------------- | ------------------------- | --------------- | --------------------- | ------------------------- | --------------- | --------------- | --------------- |
| F2              | C.S.C. Deportivo Raymondi | 2 - 2           | Sport Ayash Huamannin | Estadio Héroes del Cenepa | Sihuas          | 3 de agosto     | 15:00           |
| F1              | Real Independiente Áncash | 2 - 0           | Real Puerto Chimbote  | Estadio Rosas Pampa       | Huaraz          | 3 de agosto     | 15:30           |

| Semifinal – Vuelta | Semifinal – Vuelta    | Semifinal – Vuelta     | Semifinal – Vuelta        | Semifinal – Vuelta  | Semifinal – Vuelta | Semifinal – Vuelta | Semifinal – Vuelta |
| Llave              | Local                 | Resultado              | Visitante                 | Estadio             | Ciudad             | Fecha              | Hora               |
| ------------------ | --------------------- | ---------------------- | ------------------------- | ------------------- | ------------------ | ------------------ | ------------------ |
| F2                 | Sport Ayash Huamannin | 3 - 0 Glb: 5 - 2       | C.S.C. Deportivo Raymondi | Estadio Rosas Pampa | Huaraz             | 9 de agosto        | 15:00              |
| F1                 | Real Puerto Chimbote  | 2 - 0 Glb: 2(4) - 2(1) | Real Independiente Áncash | Estadio César Cueto | Nuevo Chimbote     | 10 de agosto       | 15:00              |

### Final y Tercer Puesto
- La hora de cada encuentro corresponde al huso horario que rige a Perú (UTC-5).

| Final y Tercer puesto - Ida | Final y Tercer puesto - Ida | Final y Tercer puesto - Ida | Final y Tercer puesto - Ida | Final y Tercer puesto - Ida | Final y Tercer puesto - Ida | Final y Tercer puesto - Ida | Final y Tercer puesto - Ida |
| Llave                       | Local                       | Resultado                   | Visitante                   | Estadio                     | Ciudad                      | Fecha                       | Hora                        |
| --------------------------- | --------------------------- | --------------------------- | --------------------------- | --------------------------- | --------------------------- | --------------------------- | --------------------------- |
| CD                          | Real Puerto Chimbote        | 1 - 4                       | Sport Ayash Huamannin       | Estadio César Cueto         | Nuevo                       | 17 de agosto                | 15:30                       |
| TP                          | C.S.C. Deportivo Raymondi   | Susp.                       | Real Independiente Áncash   | Estadio Héroes del Cenepa   | Sihuas                      | 17 de agosto                | 15:00                       |

| Final y Tercer puesto - Vuelta | Final y Tercer puesto - Vuelta | Final y Tercer puesto - Vuelta | Final y Tercer puesto - Vuelta | Final y Tercer puesto - Vuelta | Final y Tercer puesto - Vuelta | Final y Tercer puesto - Vuelta | Final y Tercer puesto - Vuelta |
| Llave                          | Local                          | Resultado                      | Visitante                      | Estadio                        | Ciudad                         | Fecha                          | Hora                           |
| ------------------------------ | ------------------------------ | ------------------------------ | ------------------------------ | ------------------------------ | ------------------------------ | ------------------------------ | ------------------------------ |
| TP                             | Real Independiente Áncash      | -                              | C.S.C. Deportivo Raymondi      | Estadio Rosas Pampa            | Huaraz                         | 23 de agosto                   | 13:00                          |
| CD                             | Sport Ayash Huamannin          | -                              | Real Puerto Chimbote           | Estadio Rosas Pampa            | Huaraz                         | 23 de agosto                   | 15:30                          |

## Representantes a la etapa Nacional
Sport Ayash Huamanin

Chavín de Huántar

Huari

Real Puerto Chimbote

Nuevo Chimbote

Santa

Por definir